# Selva húmeda del centro de la cuenca del Congo
La región de selva húmeda del centro de la cuenca del Congo es una ecorregión incluida en la lista Global 200 del WWF. Incluye las selvas del centro de la cuenca del río Congo. Está formada por dos ecorregiones:
- Selva de tierras bajas del Congo central
- Selva pantanosa del Congo oriental